# Ectropoceros ostrina
Ectropoceros ostrina är en fjärilsart som beskrevs av Edward Meyrick 1916. Ectropoceros ostrina ingår i släktet Ectropoceros och familjen äkta malar. Inga underarter finns listade i Catalogue of Life.